# 조 페리 (음악가)
조 페리(Joe Perry, 1950년 9월 10일 ~ )는 미국의 기타리스트로, 에어로스미스의 일원이다.